# ATX Open
ATX Open — професійний тенісний турнір серед жінок, що проводиться в Остіні, штат Техас, США. Перший турнір відбувся 27 лютого – 5 березня 2023 року. ATX Open є частиною WTA тур і входить до списку турнірів WTA 250. Турнір був присуджений Остіну в березні 2022 року.
Турнір проводиться в Westwood Country Club на одинадцяти відкритих кортах з твердим покриттям. Спонсорами турніру є Formentera Partners і Helmerich & Payne.
Серія DropShot Tournament Series, заснована Браяном Шеффілдом, є організатором і промоутером турніру. DropShot Tournament Series керує набором професійних тенісних турнірів з місією допомогти молодим спортсменам повністю розкрити свій потенціал і підтримати спільноту Остіна.

## Фінали

### Одиночний розряд
| Рік  | Чемпіонка       | Фіналістка        | Рахунок       |
| ---- | --------------- | ----------------- | ------------- |
| 2023 | Марта Костюк    | Варвара Грачова   | 6–3, 7–5      |
| 2024 | Юань Юе         | Ван Сію           | 6–4, 7–6(7–4) |
| 2025 | Джессіка Пегула | Маккартні Кесслер | 7–5, 6–2      |

### Парний розряд
| Рік  | Чемпіонки                     | Фіналістки                   | Рахунок          |
| ---- | ----------------------------- | ---------------------------- | ---------------- |
| 2023 | Ерін Рутліфф Алділа Сутдж'яді | Ніколь Меліхар Еллен Перес   | 6–4, 3–6 [10–8]  |
| 2024 | Олівія Гадекі Олівія Ніколс   | Катаржина Кава Бібіана Сховс | 6–2, 6–4         |
| 2025 | Ганна Блінкова Юань Юе        | Маккартні Кесслер Чжан Шуай  | 3–6, 6–1, [10–4] |